# Filipe Nyusi
Filipe Jacinto Nyusi (* 9. února 1959) je mosambický politik, mezi lety 2015 až 2025 čtvrtý prezident Mosambiku. V letech 2008–2014 zastával funkci ministra obrany. V prezidentských volbách v roce 2014 byl Nyusi kandidátem vládnoucí strany Frelimo. Za stejnou stranu obhájil svůj mandát i ve volbách v říjnu 2019.
V roce 1990 vystudoval strojní inženýrství na Vojenské akademii Antonína Zápotockého v Brně. Roku 1999 ukončil postgraduální studium na Victoria University v Manchesteru.
Na pozvání prezidenta republiky Petra Pavla se ve dnech 7.–8. srpna 2023 uskutečnila oficiální návštěva prezidenta Mosambické republiky Filipeho Jacinta Nyusiho a jeho ženy Isauru Ferrão Nyusi v České republice.
Na postu prezidenta země ho v lednu 2025 nahradil Daniel Chapo.